# Праду, Рикарду
Рикарду Праду (порт. Ricardo Prado, р. 3 января 1965) — бразильский пловец, призёр Олимпийских игр, чемпион мира. Один из величайших пловцов в истории Бразилии.
Родился в 1965 году в Андрадине. Уже в 14-летнем возрасте принял участие в составе сборной Бразилии в Панамериканских играх 1979 года. В 1980 году на Олимпийских играх в Москве участвовал в соревнованиях на дистанциях 100 м на спине и 400 м комплексным плаванием, но медалей не завоевал. В 1982 году стал чемпионом мира на дистанции 400 м комплексным плаванием. В 1983 году стал обладателем 2 золотых и 2 серебряных медалей Панамериканских игр. В 1984 году на Олимпийских играх в Лос-Анджелесе принял участие в соревнованиях по пяти видам программы, и завоевал серебряную медаль на дистанции 400 м комплексным плаванием. В 1985 году стал обладателем золотой и бронзовой медалей Транстихоокеанского чемпионата. В 1987 году завоевал серебряную и две бронзовые медали Панамериканских игр.